# Miguel Estanislao Soler
Miguel Estanislao Soler, né à Buenos Aires en 1783 où il est mort en septembre 1849, est un homme politique et militaire argentin qui participa aux guerres civiles argentines et qui fut gouverneur de la Province de Buenos Aires en 1820.

## Sources
- (es) Gregorio F. Rodríguez, El general Soler. Contribución histórica, documentos inéditos (1783 - 1849), Buenos Aires, Compañía Sud-Americana de Billetes de Banco, 1909 (lire en ligne)